# Alejandra Gutierrez
Alejandra Gutiérrez (sinh năm 1979) là một nữ diễn viên và người mẫu người Venezuela. Sinh ra có mẹ là người Venezuela và cha là người Tây Ban Nha, cô lớn lên ở Caracas và chuyển đến Miami năm 1996 để học khiêu vũ. Bắt đầu từ năm 1998, cô đã xuất hiện trong nhiều bộ phim và phim truyền hình khác nhau, chủ yếu ở các kênh truyền hình Tây Ban Nha có trụ sở tại Hoa Kỳ, như Miami Hoy. Cô có thể được khán giả quốc tế biết đến nhiều nhất với vai diễn trong Bí mật của Carlita với Eva Longoria và cũng được đề cao trong Nip / Tuck. Cô là bạn chơi trước đây của Playboy Latin America, và đã làm người mẫu cho các thương hiệu như Thẻ Visa, McDonald và Bell South.